# Larion Serghei
Larion Serghei (ur. 11 marca 1952 w Dunavățu de Jos, zm. 5 listopada 2019) – rumuński kajakarz. Brązowy medalista olimpijski z Montrealu.
Zawody w 1976 były jego jedynymi igrzyskami olimpijskimi. Była trzecia na dystansie 500 metrów w dwójce. Partnerował mu Policarp Malîhin. Zdobył dwa medale mistrzostw świata w 1975 (wspólnie z Malîhinem): srebro w dwójce na dystansie 1000 metrów i brąz na 500 metrów.